# زردنويية (بزنجان)
زردنوییة (بالفارسية: زردنوییه) هي قرية تقع في إيران في قسم بزنجان الريفي. يقدر عدد سكانها بـ 0 نسمة بحسب إحصاء 2016.